# Cardiocondyla bogdanovi
Cardiocondyla bogdanovi é uma espécie de formiga do gênero Cardiocondyla, pertencente à subfamília Myrmicinae.